# La Para
La Para è un comune di 4 360 abitanti, situato in Argentina, nella provincia di Córdoba.
Si trova nei pressi del grande lago salato di Mar Chiquita e la sua economia è basata sul turismo.